# Stegonotus aruensis
Stegonotus aruensis — вид змій родини полозових (Colubridae). Ендемік Індонезії.

## Поширення і екологія
Stegonotus aruensis є ендеміками островів Ару. Вони живуть в первинних і вторинних вологих тропічних лісах, серед опалого листя, трапляються в садах. Ведуть напівриючий спосіб життя.

## Збереження
МСОП класифікує цей вид як вразливий. Stegonotus aruensis загрожує знищення природного середовища.